# Estudiantes Tecnológico de Nuevo Laredo (fútbol)
Los Estudiantes del Tecnológico de Nuevo Laredo son un equipo de fútbol de la Tercera División de México el cual pertenece en la Liga Mexicana de Fútbol el cual juega en la ciudad de Nuevo Laredo en el Estado de Tamaulipas. Participan a partir de la Temporada 2010-2011 en el grupo XIII junto a otros 17 equipos de la región noreste de México.

## Historia
El amor por el fútbol y a su escuela hizo que el joven empresario Roberto Huerta Cano, exestudiante del Tecnológico de Nuevo Laredo, comenzará un proyecto de ofrecerles a los jóvenes una oportunidad de además de jugar en un equipo profesional, becas para estudiar una carrera profesional en el Instituto Tecnológico de Nuevo Laredo, este sueño ya dio frutos, ya que para el mes de julio del 2010 se oficializó la franquicia del equipo profesional de fútbol Estudiantes-Tec FC de Tercera División.. 
Se trata de un equipo profesional que representará al Tec de la ciudad dentro de la Federación Mexicana de Fútbol, hecho que no tiene precedentes ya que sería el primer Tecnológico que cuente con fútbol profesional.
La idea es que la plantilla de base sean alumnos del Tec, ya que se quiere que estos tengan identidad con la escuela y el reglamento del mismo, así como tener un equipo que con identidad neolaredense.
Los objetivos de este equipo son el fungir como semillero de jóvenes futbolistas de la ciudad para la Primera División así como el de integrar a los jóvenes a la sociedad, pero también buscar que el conjunto del Tec ascienda a la Segunda División. Los principales impulsores de este equipo son el presidente Roberto Huerta, la Vicepresidenta Yaninne Martinez y el Coordinador Deportivo Luis Eduardo Hernández.
Para el primer torneo los directivos han elegido a Andres Villalon como el entrenador del conjunto estudiantil, entrenador que conoce muy bien el entorno futbolístico ya que tiene la experiencia de haber entrenado a equipos de la Universidad Autónoma de Nuevo León (UANL). Una de las metas principales que se propuso este equipo es el ascender lo más pronto posible a la Segunda División.

## Uniforme
- Uniforme titular: Camiseta verde, pantalón blancas, medias blancas.
- Uniforme alternativo: Camiseta blanca, pantalón verde, medias verdes.

## Estadio
Los partidos como locales de los Estudiantes Tec FC serán los viernes por las tardes (a las 17:00) en el Estadio del Tecnológico de Nuevo Laredo, de la Ciudad de Nuevo Laredo. Este inmueble tiene un aforo de 1.200 personas.

## Entrenadores
- Andres Villalon (2010-2011)